# Exploration Flight Test 1
Pour les articles homonymes, voir EFT.
Exploration Flight Test 1 ou EFT-1 (précédemment connu sous le nom d’Orion Flight Test 1 ou OFT-1) est le premier vol du véhicule spatial Orion. Son lancement a lieu le 5 décembre 2014 au sommet d'un lanceur Delta IV Heavy depuis l'aire de lancement 37B de la base de lancement de Cap Canaveral. Le vaisseau, n'emportant pas d'équipage, effectue deux orbites terrestres, avec un grand apogée pour la deuxième orbite et une rentrée atmosphérique à haute vitesse de 32 000 km/h. Ce vol a pour but de tester les systèmes de vol du vaisseau afin de le préparer pour de futures missions habitées. Il peut donc être comparé avec la mission Apollo 4, qui permit de valider plusieurs étapes nécessaires à l'envoi ultérieur d'hommes sur la Lune.

## Objectifs de la mission
L'objectif de ce premier vol est de tester plusieurs systèmes de la capsule Orion, et notamment les différentes phases de séparations, l'avionique, le bouclier thermique, les parachutes et les opérations de récupération. Le vol est assuré grâce au lanceur Delta IV Heavy, les suivants devant utiliser le lanceur Space Launch System (actuellement en développement) dès son premier lancement le 16 novembre 2022.

## La préparation de la capsule
La capsule Orion est construite par Lockheed Martin. Le 22 juin 2012, la construction prend fin, au centre d'assemblage de Michoud (Louisiane). La capsule est ensuite transportée au centre spatial Kennedy, où l'assemblage du vaisseau est finalisé.
Le lanceur Delta IV Heavy est mis en position verticale le 1er octobre 2014. L'intégration avec la capsule aura lieu vers la mi-novembre 2014.
Le 30 octobre 2014, la NASA annonce que la capsule pour le vol EFT-1 est terminée et qu'elle sera prête pour l'intégration avec le lanceur le 10 novembre 2014.

## Déroulement du vol

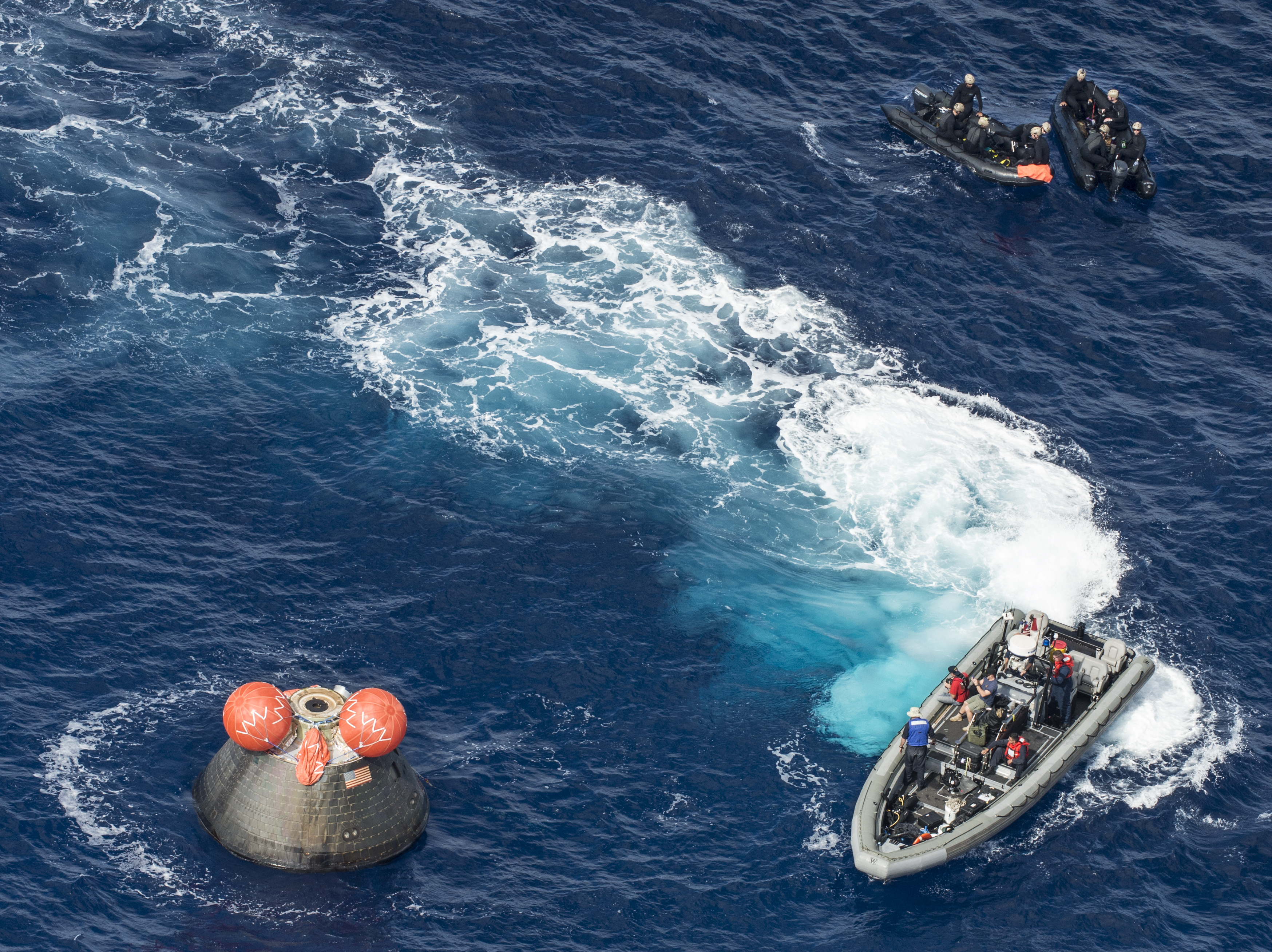
Récupération en mer du module de commande après la mission EFT-1

Le vol dure quatre heures et demie comme prévu. La capsule effectue deux orbites autour de la terre. L'altitude maximale est d'environ 5 800 km. Cette altitude élevée permet au vaisseau d'atteindre une vitesse de rentrée atmosphérique de près de 32 000 km/h (8 900 m/s), ce qui expose son bouclier thermique à des températures de l'ordre de 2 200 °C, c'est-à-dire 80 % de la température qui résultera d'une rentrée dans le cadre d'une mission lunaire.
Durant le vol, le module de commande, le module de service et la tour de sauvetage furent évalués. Le vaisseau reste arrimé à l'étage supérieur du lanceur jusqu'au début de la rentrée atmosphérique. Il utilise des batteries internes plutôt que des panneaux photovoltaïques, qui ne furent pas installés.
Après l'amerrissage dans l'océan Pacifique, les équipes de récupération récupèrent le module de commande et l'utilisent pour un test d'interruption d'ascension.
Les données de vol seront analysées lors de la revue de conception critique (Critical Design Review, ou CDR) à l'été 2015.

## Galerie

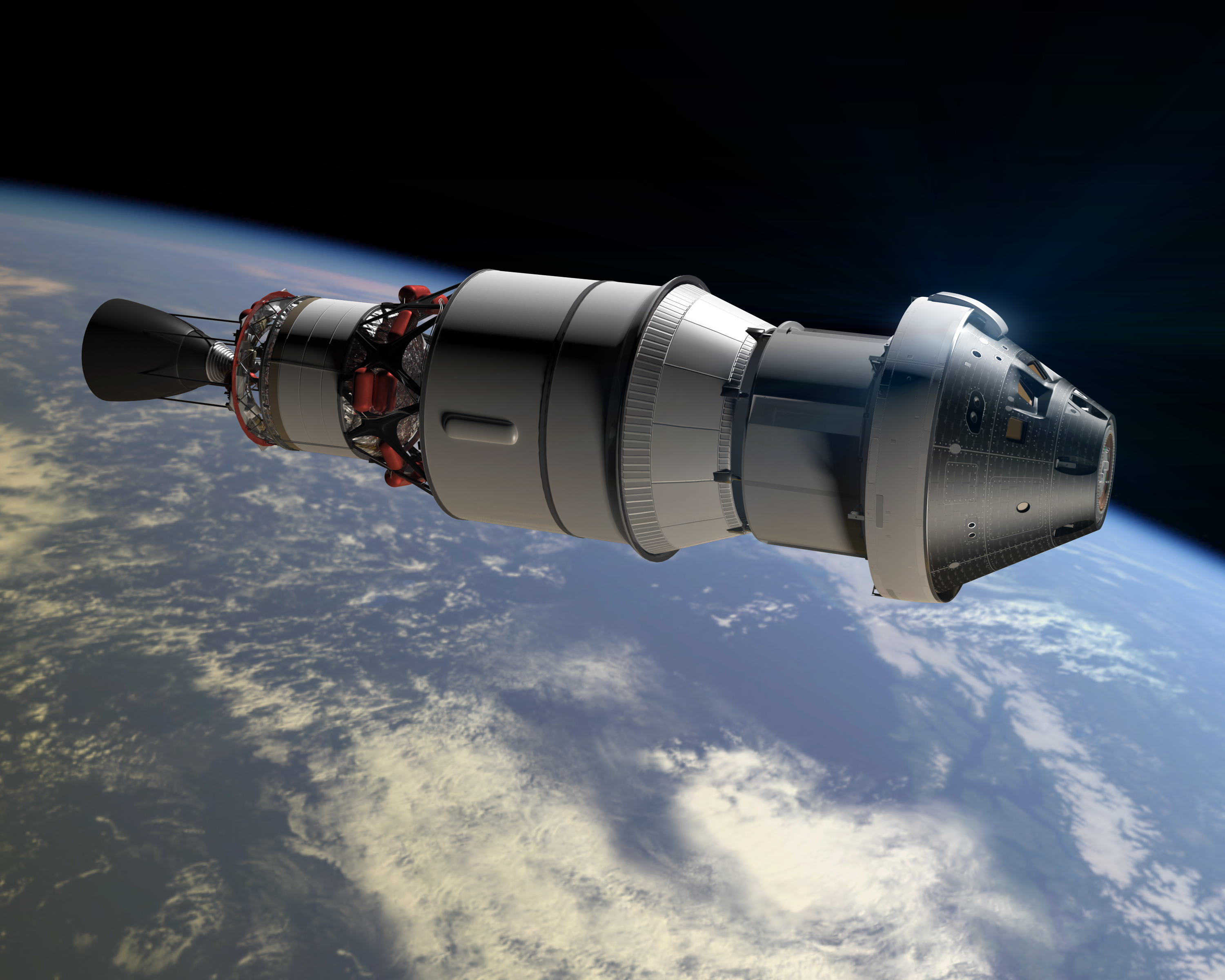
Vue d'artiste du vaisseau Orion accroché au deuxième étage du lanceur Delta IV Heavy.
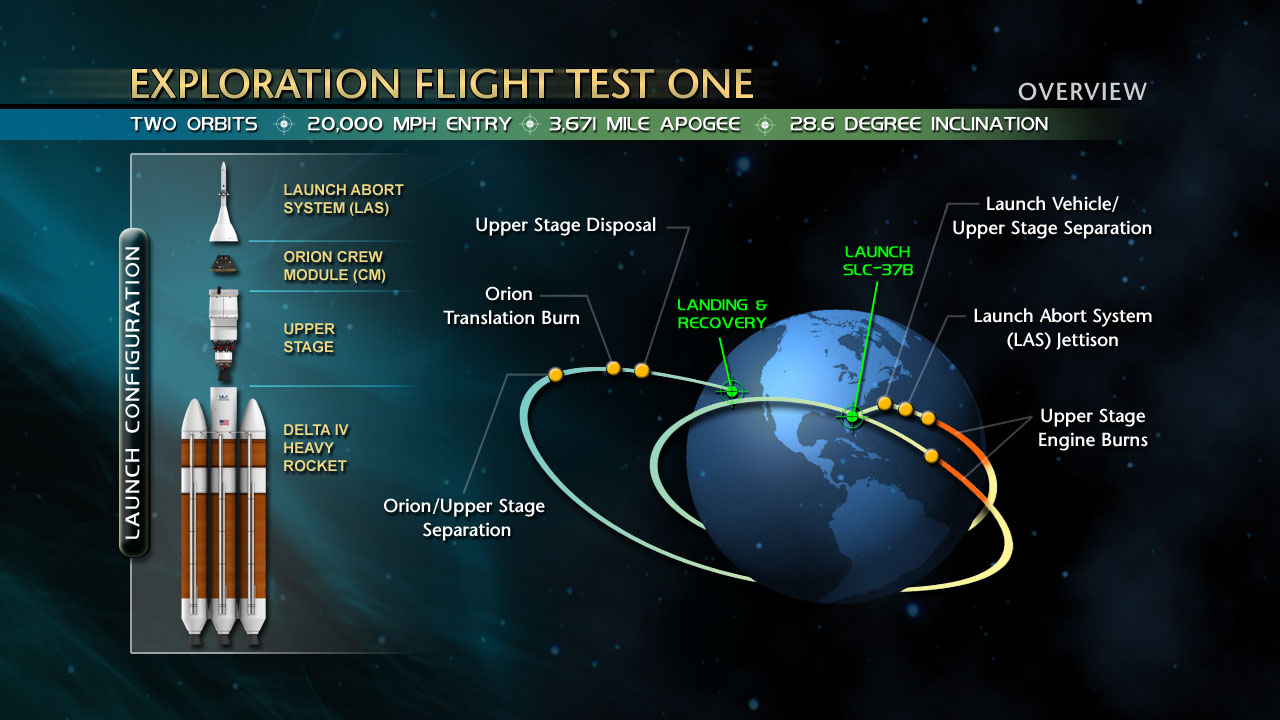
Plan de vol de la mission (en anglais).